# عقدية حرية
العِقْدِيَّةُ الحَرِّيَّةُ (باللاتينية: Streptococcus thermophilus) بكتيريا موجبة الغرام لاهوائية تخمرية مخيرة من المخضرات.